# Gratens
Gratens é uma comuna francesa na região administrativa de Occitânia, no departamento de Alta Garona. Estende-se por uma área de 15,15 km². Em 2010 a comuna tinha 708 habitantes (densidade: 46,7 hab./km²).